# Cigantang
Cigantang is een bestuurslaag in het regentschap Kota Tasikmalaya van de provincie West-Java, Indonesië. Cigantang telt 9078 inwoners (volkstelling 2010).